# Cosmosoma consolata
Cosmosoma consolata är en fjärilsart som beskrevs av Walker 1856. Cosmosoma consolata ingår i släktet Cosmosoma och familjen björnspinnare. Inga underarter finns listade i Catalogue of Life.